# (1458) Mineura
(1458) Mineura ist ein Asteroid des Hauptgürtels, der am 1. September 1937 von dem belgischen Astronomen Fernand Rigaux in Ukkel entdeckt wurde.
Der Name des Asteroiden erinnert an den belgischen Mathematiker Adolphe Mineur.